# Дрізд блідий
Дрізд блідий (Turdus pallidus) — вид горобцеподібних птахів родини дроздових (Turdidae). Мешкає в Східній Азії.

## Опис

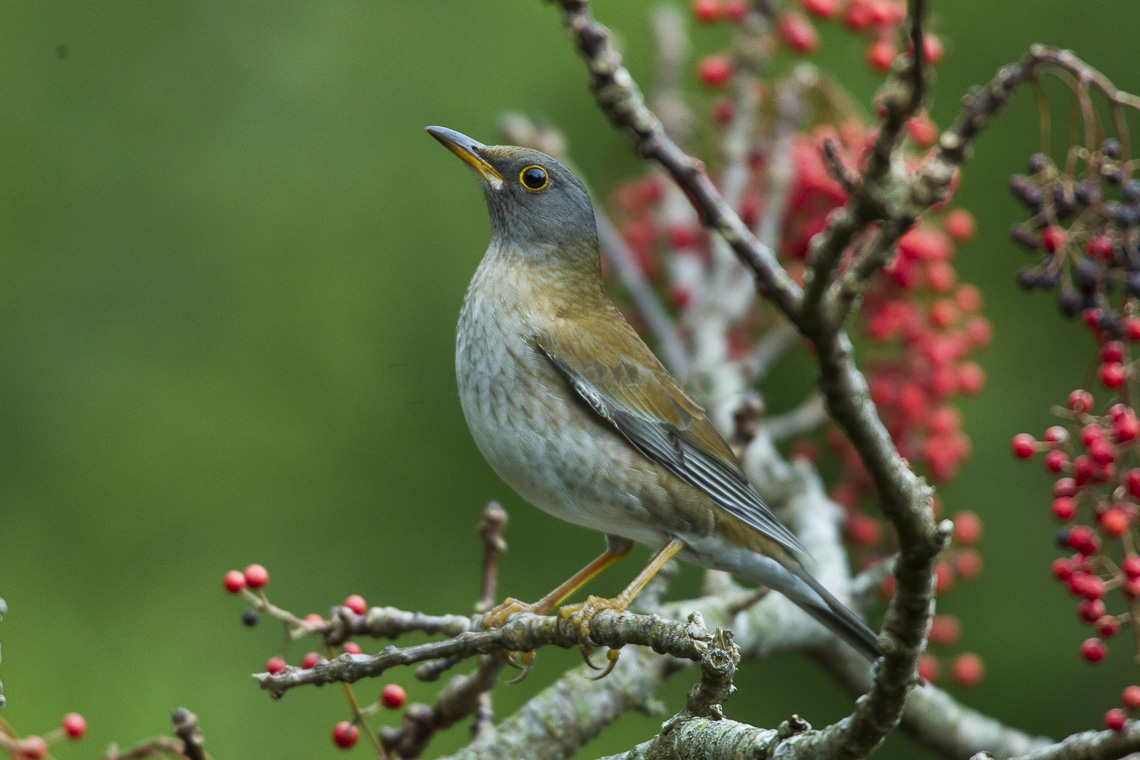
Блідий дрізд (Тайвань)

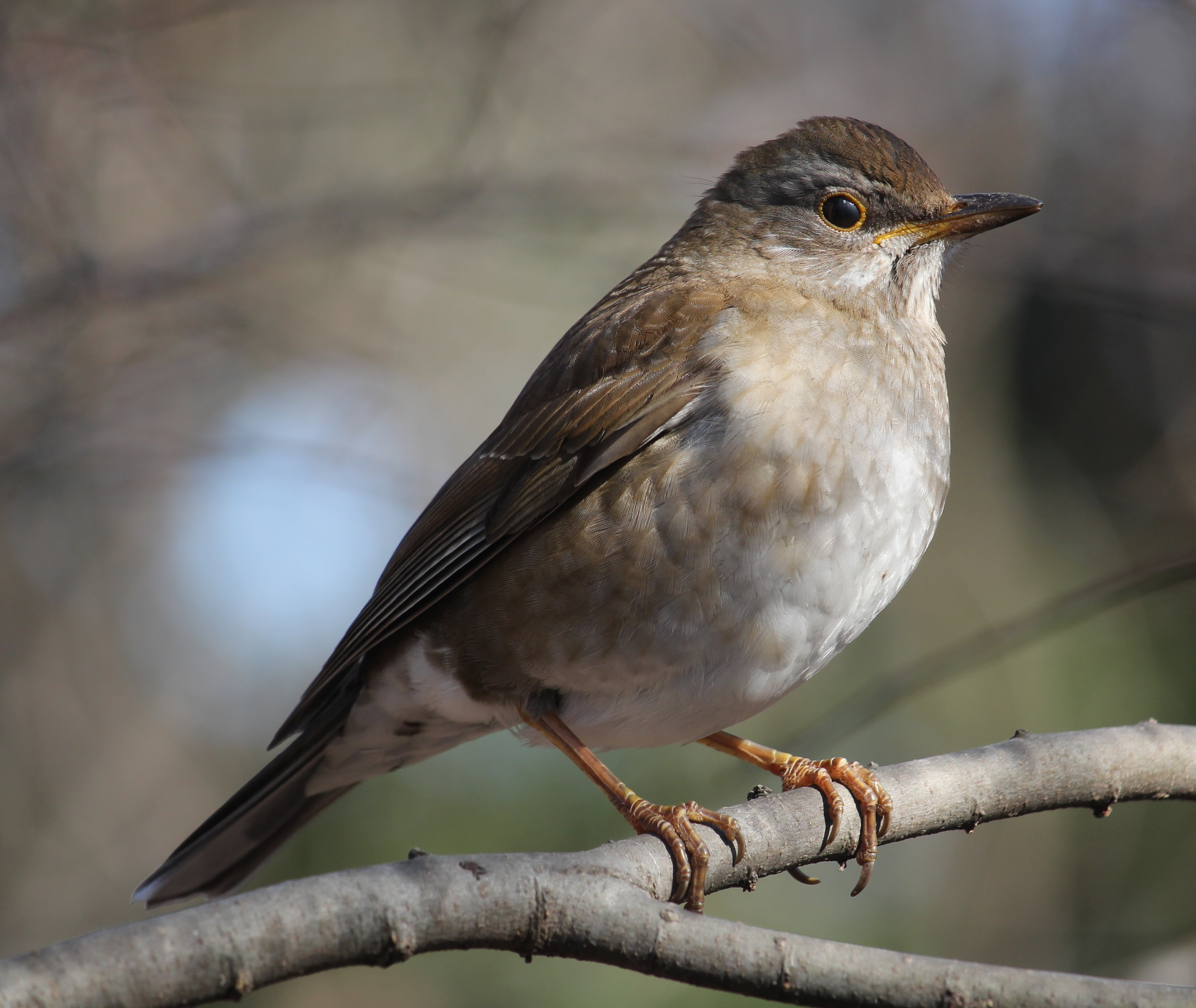
Блідий дрізд (префектура Айті, Японія)

Довжина птаха становить 23 см. У самців верхня частина тіла коричнева, голова і горло сизі, нижня частина тіла блідо-коричнева, боки біль темні, живіт і гузка білуваті. Махові пера темно-сірі, нижні покривні пера крил сірі або білуваті. Хвіст темно-сірий, крайні стернові пера на кінці білі. Лапи блідо-рожевувато-коричневі, дзьоб зверху сірий, знизу жовтуватий. Самиці мають більш тьмяне забарвлення, голова у них більш коричнева, горло бліде.

## Поширення і екологія
Бліді дрозди гніздяться на Далекому Сході Росії (Приморський і Хабаровський край), на північному сході Китаю (Хейлунцзян, Цзилінь, Ляонін) та на Корейському півострові. Взимку вони мігрують на південь Китаю (на південь від Янцзи, на захід до Гуйчжоу і південно-східного Юньнаня), на південь Кореї, до центральної і південної Японії та на Тайвань. Популяції, що гніздяться на півдні Кореї, є осілими. Бліді дрозди живуть в широколистяних, мішаних і хвойних лісах, на полях, в парках і садах. Вони живляться комахами, павуками, плодами і насінням. Сезон розмноження триває з травня по серпень, в Росії переважно з травня по червень, в Китаї з травня по липень, в Кореї з червня по липень.